# Bernhard Severin Ingemann
Bernhard Severin Ingemann (Thordkildstrup, 28 maggio 1789 – Sorø, 24 febbraio 1862) è stato uno scrittore danese.

## Biografia
Figlio di un pastore luterano, si trasferì a Copenaghen per studiare diritto e nel biennio 1818-1819 soggiornò in Germania e in Italia.
Al suo rientro in Danimarca nel 1822 ottenne l'incarico di insegnante alla Accademia di Sorø. Nello stesso anno si sposò con la pittrice Lucie Marie Mandix.
Dopo aver scritto numerose liriche, si dedicò al romanzo storico ispirato ai fatti della nazione danese ed in questo genere di narrativa ebbe maggiormente modo di affermarsi.
Tra le opere poetiche a carattere romantico è degna di nota la trilogia Huldregaverne (I doni della Huldregaverne, 1831), Ashasverus (1833) e Holgerdanske (Holger il danese, 1837).